# Tamburi - Lido Azzurro
Tamburi - Lido Azzurro è una circoscrizione di Taranto posta alla periferia nord-occidentale del comune, con una popolazione di 17 644 abitanti. È costituita dai quartieri Tamburi, Lido Azzurro e dalla zona denominata Porta Napoli.

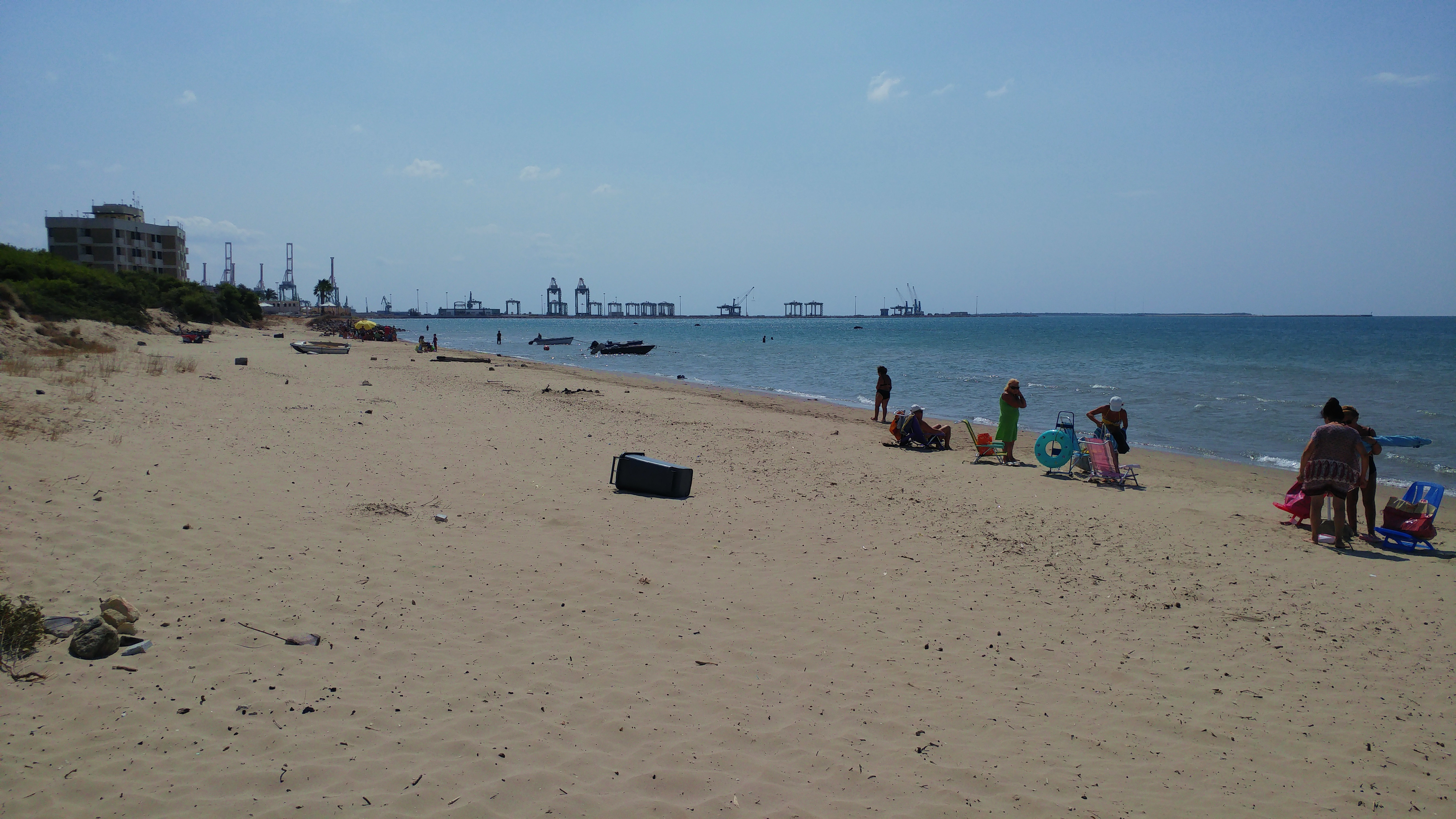
Scorcio della spiaggia di Lido Azzurro con vista verso il Molo Polisettoriale

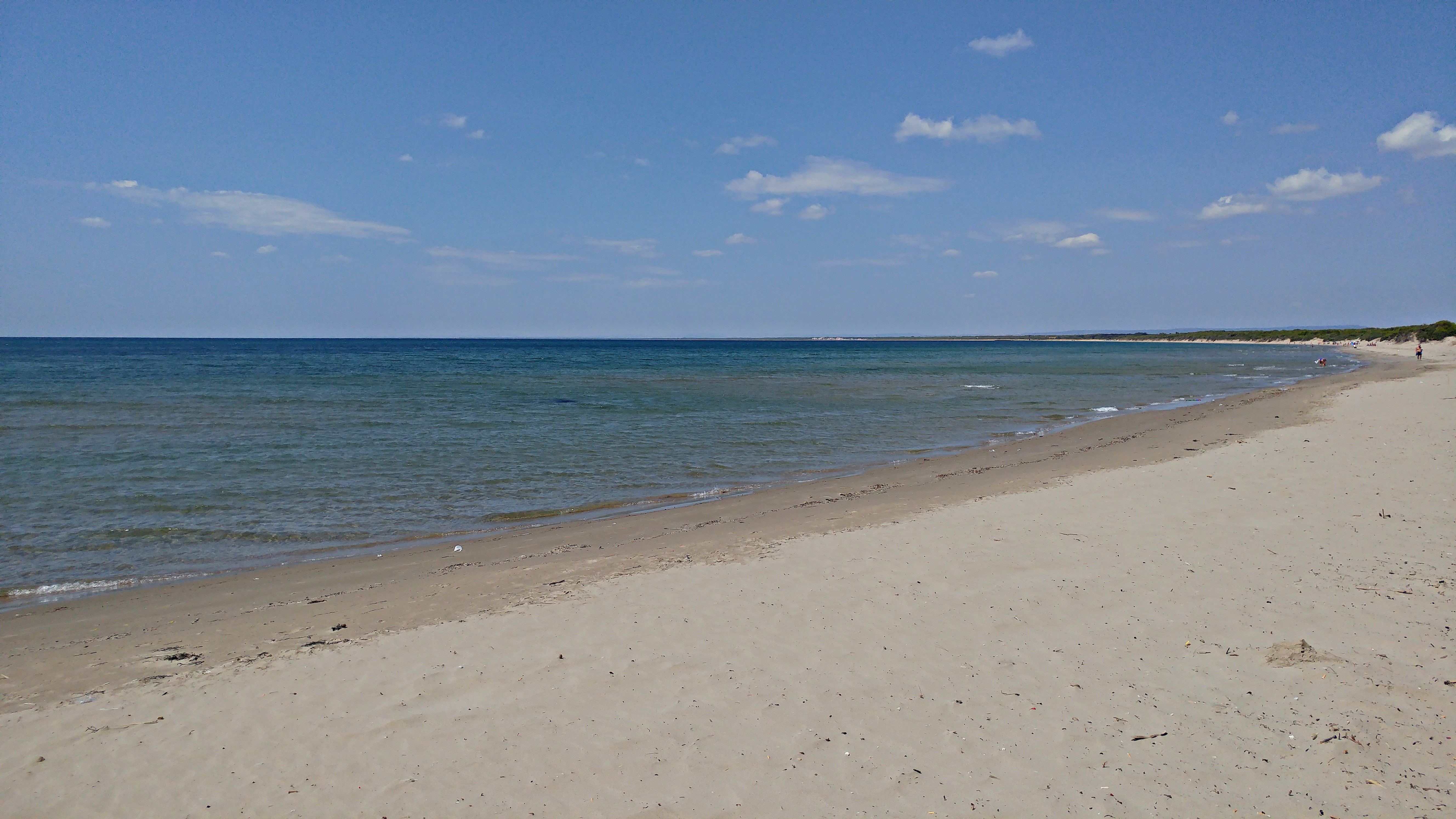
Scorcio della spiaggia di Lido Azzurro con vista verso Chiatona

## Geografia fisica
Il territorio della circoscrizione, che si estende per 37,85 km², è situato all'ingresso nord-occidentale della città, ed è attraversato dalle principali arterie che collegano il capoluogo jonico agli altri centri abitati: la SS7, la SS106 e la SS172. L'intera area circoscrizionale è posta inoltre nei pressi dei più importanti insediamenti industriali e portuali.

### Confini territoriali
- A nord : la linea di confine parte dal limite comunale di Statte seguendo la SS7 (inclusa) e la Gravina Gennarini, sino alla linea ferroviaria.
- A est: la linea di confine parte dal mar Piccolo, interseca la SS172 e la SP20, passando per il fosso Galeso.
- A sud: confina naturalmente con la costa di Lido Azzurro sino al Ponte di Porta Napoli (incluso, che rappresenta il collegamento fra la zona Porta Napoli e l'isola della Città Vecchia), e con la costa del mar Piccolo fino al fosso Galeso (incluso).
- A ovest: la linea di confine parte dalla SS7 per raggiungere la costa di Lido Azzurro fino al Ponte di Porta Napoli.

## Storia
Il nome "Tamburi" trae la sua origine dal termine "tamburo", con cui si indicava il recipiente destinato alla raccolta delle acque provenienti da un cunicolo posto sulla collinetta "Le Fornaci": lì sorgeva l'antico Acquedotto del Triglio, costruito nel 1543 ed unica fonte di approvvigionamento delle acque per l'intera città, del quale si trova notizia negli scritti di Giambattista Gagliardo, sacerdote, agronomo ed economista tarantino. Il quartiere "Tamburi" nacque agli inizi del XX secolo lungo un'area famosa a quel tempo per la folta vegetazione (ulivi e pini) e per la salubrità dell'aria.
I primi complessi abitativi furono edificati al di là della Porta Napoli, e sorsero con l'esigenza di far risiedere le famiglie dei dipendenti degli impianti ferroviari presenti nei pressi. In seguito, con lo sviluppo della zona industriale e soprattutto con la costruzione dell'acciaieria Italsider, questo rione iniziò ad espandersi lungo le arterie stradali che conducono verso la Valle d'Itria e la zona occidentale della provincia. Parallelamente, la continua espansione abitativa della frazione marina di Lido Azzurro, posta lungo la SS106, ha avvicinato i due territori ed allungato difatti l'estensione territoriale della città, rendendo necessaria la creazione della circoscrizione n° 2.

Lo stemma

## Stemma
L'emblema della circoscrizione rappresenta la Vergine protettrice dei mari col Bambino, che salva un gruppo di pescatori dalle acque in tempesta. Esso riprende il bassorilievo in pietra bianca posto in via delle Fornaci presso l'ex Azienda delle Cozze.

Chiesa di Santa Maria di Costantinopoli

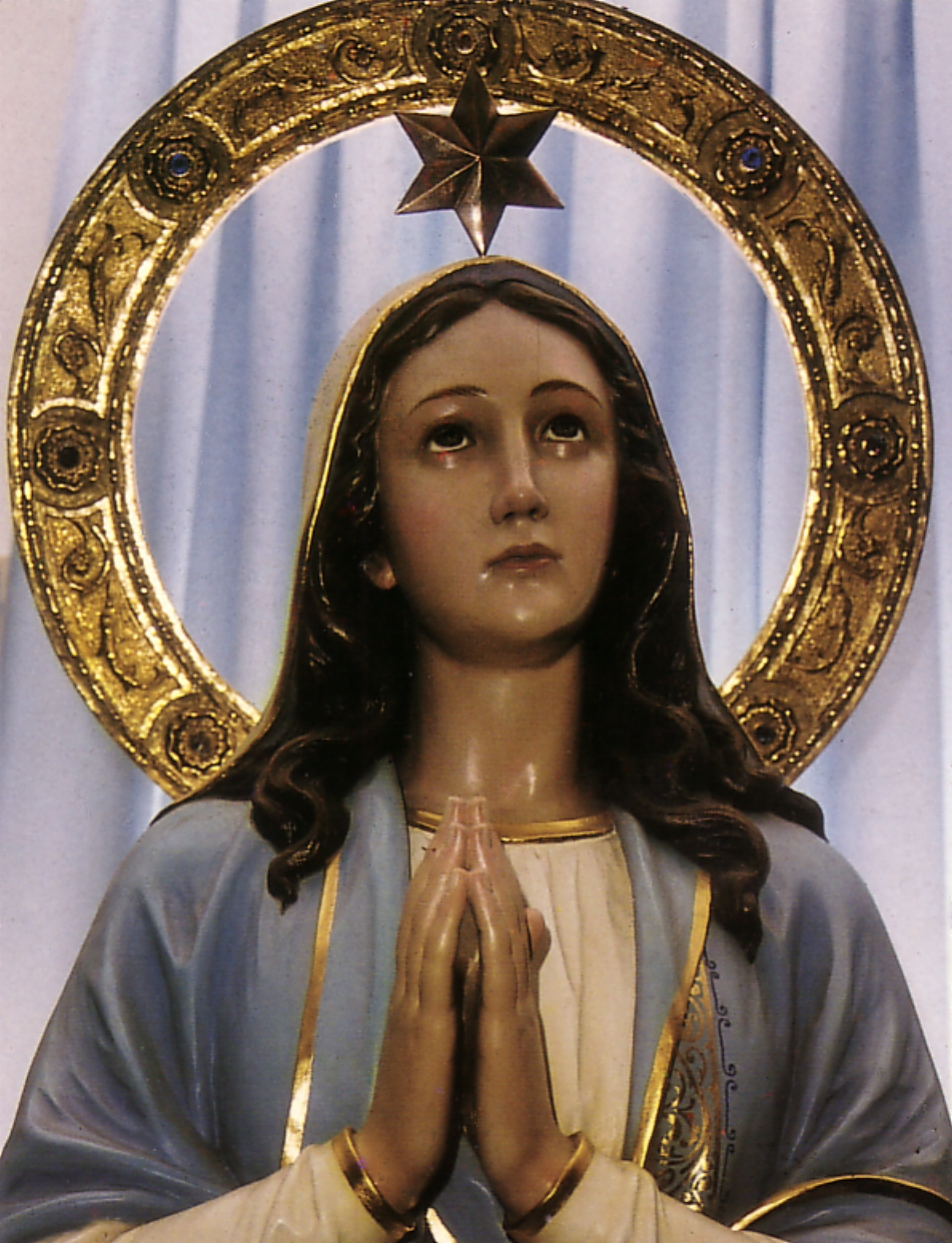
Madonna Stella Maris

## Monumenti e luoghi d'interesse

### Chiesa di Santa Maria di Costantinopoli
Una piccola chiesa dedicata alla Madonna di Costantinopoli fu eretta nel 1570 su volere di don Giovanni De Algertiis ed otto anni dopo ricevette la visita pastorale del vescovo Lelio Brancaccio.
Nel 1926 a causa dei lavori allo scalo ferroviario fu demolita e ricostruita pietra su pietra, col suo proprio materiale di risulta a pochi metri di distanza dal vecchio sito, sotto il cavalcavia della statale per Bari, conservando identiche dimensioni e disposizioni architettoniche. Riaperta al culto dopo il restauro del 2007, si caratterizza per lo spazio interno regolato da un movimento circolare evidenziato nella cupola ellittica che è sopra una piccola navata. La pavimentazione è stata realizzata in cotto antico, mentre l'altare è stato ricostruito in una posizione diversa rispetto a quella originaria. Su di esso è stata posta una effigie in ceramica di santa Maria di Costantinopoli che riproduce l'originale che si trova nella cripta della Cattedrale di San Cataldo.

### Chiesa Stella Maris
Aperta al culto nel 1947, è stata dapprima ospitata nell'edificio XXIV Maggio e successivamente trasferita nella cappella della stazione ferroviaria. La statua della Madonna protettrice degli operatori del mare è stata realizzata da Ferdinando Stuflesser.